# Marcin Tybura
Marcin Tybura (Uniejów, 9 de novembro de 1985) é um lutador de artes marciais mistas (MMA) polaco, é o atual #15 no  Ranking Peso-Pesado do UFC. Tybura também já trabalhou como construtor.

## Background
Além de construtor, Tybura já trabalhou com muitas outras coisas: já trabalhou em um bar, trabalhou como transportador de cargas e já foi fazendeiro. No ramo acadêmico, Tybura fez mestrado na Uniwersytet Lodzki.
Tybura é faixa marrom em Jiu-jítsu brasileiro e começou a treinar MMA em 2006.

## Carreira no MMA
Tybura foi campeão no MMA amador duas vezes em eventos regionais da Polônia, e é multi-medalhista em Jiu-jítsu brasileiro. Sua estréia no MMA profissional foi em 5 de novembro de 2011, no PMMAF - Polish MMA Championships Finals, onde Tybura fez duas lutas na mesma noite, finalizando Robert Marcok e vencendo Adam Wieczorek por decisão.
Tybura foi campeão mundial no peso-pesado do M-1 Global, vencedor do GP de pesos pesados do M-1 em 2013, e já foi classificado em #1 no ranking regional da Polônia, no peso-pesado.

### Ultimate Fighting Championship
Meses após defender o cinturão do M-1 Global pela segunda vez, foi anunciado que Tybura lutaria no UFC.
Tybura fez sua estréia no UFC contra Timothy Johnson, no UFC Fight Night: Rothwell vs. dos Santos, em 10 de abril de 2016. Em uma luta truncada e com poucos momentos de emoção, o peso-pesado americano, Timothy Johnson, fez uma luta sonolenta contra o polonês Marcin Tybura, e venceu por decisão unânime dos juízes (triplo 29-28). Sem muitos momentos de emoção, o duelo foi marcado pela movimentação precária dos dois atletas e do tempo em que a luta ficou na grade, com Johnson pressionando Tybura e ganhando pontos importantes. Um momento de destaque do combate foi um chute alto do polonês, que acertou em cheio na cabeça do americano, ocasionando um hematoma que chamou atenção no fim do terceiro round.
Tybura enfrentou Viktor Pešta, no UFC Fight Night: Rodríguez vs. Caceres, em 6 de agosto de 2016. A luta entre Pesta e Tybura estava morna, até o polonês acertar um fortíssimo chute alto aos 53s do segundo round e nocautear Pesta, natural da República Tcheca. O golpe foi tão potente que Viktor ficou um bom tempo sendo atendido pelos médicos e nem sequer participou do anúncio oficial da vitória de Tybura. A vitória rendeu um dos bônus de Performance da Noite para Tybura.
Tybura enfrentou Luis Henrique, em 4 de março de 2017. Encerrando o card preliminar do UFC 209, disputado em Las Vegas, o brasileiro Luis Henrique KLB não conseguiu manter a boa fase na organização e saiu do octógono derrotado por nocaute para o polonês Marcin Tybura. O revés, terceiro na carreira do peso-pesado carioca, aconteceu aos 3m45s do terceiro round. Por outro lado, "Tybur" alcançou a 15ª vitória na carreira, sendo a segunda no Ultimate.

## Campeonatos e realizações
- Artes marciais mistas
  - Primeiro colocado no Mistrzostwa Polski w MMA (2011)
  - Semi-finalista do torneio de pesos pesados do Carphatian Primus Belt (2012)
  - Vencedor do GP de Pesados do M-1 Global (2013)
  - Campeão Peso-Pesado do M-1 Global (2014-2015)

- - Ultimate Fighting Championship
    - Performance da noite (uma vez) vs. Viktor Pešta

- Jiu-jítsu brasileiro
  - 2009 – VII Puchar Polski em BJJ (Condado de Konin)  [11]
  - 2011 – World Pro BJJ Championship (Varsóvia ) 
  - 2012 – Abu Dhabi World Pro Trials (Birmingham)  [12]
  - 2012 – Campeonato Europeu da IBJJF (Lisboa) 
  - 2013 – Abu Dhabi World Pro (Abu Dhabi)  [13]

## Cartel no MMA
| Cartel no MMA   |             |            |
| 29 lutas        | 22 vitórias | 7 derrotas |
| Por nocaute     | 9           | 4          |
| Por finalização | 6           | 0          |
| Por decisão     | 7           | 3          |

| Res.    | Cartel | Oponente              | Método                                  | Evento                                                  | Data       | Round | Tempo | Local                | Notas                                                              |
| ------- | ------ | --------------------- | --------------------------------------- | ------------------------------------------------------- | ---------- | ----- | ----- | -------------------- | ------------------------------------------------------------------ |
| Derrota | 22-7   | Alexander Volkov      | Decisão (unânime)                       | UFC 267: Blachowicz vs. Teixeira                        | 30/10/2021 | 3     | 5:00  | Abu Dhabi            |                                                                    |
| Vitória | 22-6   | Walt Harris           | Nocaute Técnico (socos)                 | UFC Fight Night: Rozenstruik vs. Sakai                  | 05/06/2021 | 1     | 4:06  | Las Vegas, Nevada    |                                                                    |
| Vitória | 21-6   | Greg Hardy            | Nocaute Técnico (socos)                 | UFC Fight Night: Thompson vs. Neal                      | 19/12/2020 | 2     | 4:31  | Las Vegas, Nevada    | Performance da Noite.                                              |
| Vitória | 20-6   | Ben Rothwell          | Decisão (unânime)                       | UFC Fight Night: Moraes vs. Sandhagen                   | 10/10/2020 | 3     | 5:00  | Abu Dhabi            |                                                                    |
| Vitória | 19-6   | Maxim Grishin         | Decisão (unânime)                       | UFC 251: Usman vs. Masvidal                             | 11/07/2020 | 3     | 5:00  | Abu Dhabi            |                                                                    |
| Vitória | 18-6   | Sergey Spivak         | Decisão (unânime)                       | UFC Fight Night: Benavidez vs. Figueiredo               | 29/02/2020 | 3     | 5:00  | Norfolk, Virginia    |                                                                    |
| Derrota | 17-6   | Augusto Sakai         | Nocaute (socos)                         | UFC Fight Night: Cowboy vs. Gaethje                     | 14/09/2019 | 1     | 0:59  | Vancouver            |                                                                    |
| Derrota | 17-5   | Shamil Abdurakhimov   | Nocaute Técnico (socos)                 | UFC Fight Night: Overeem vs. Oleinik                    | 20/04/2019 | 2     | 3:15  | São Petersburgo      |                                                                    |
| Vitória | 17-4   | Stefan Struve         | Decisão (unânime)                       | UFC Fight Night: Shogun vs. Smith                       | 22/07/2018 | 3     | 5:00  | Hamburgo             |                                                                    |
| Derrota | 16-4   | Derrick Lewis         | Nocaute Técnico (socos)                 | UFC Fight Night: Cowboy vs. Medeiros                    | 18/02/2018 | 3     | 2:48  | Austin, Texas        |                                                                    |
| Derrota | 16-3   | Fabricio Werdum       | Decisão (unânime)                       | UFC Fight Night: Werdum vs. Tybura                      | 19/11/2017 | 5     | 5:00  | Sydney               |                                                                    |
| Vitória | 16-2   | Andrei Arlovski       | Decisão (unânime)                       | UFC Fight Night: Holm vs. Correia                       | 17/06/2017 | 3     | 5:00  | Kallang              |                                                                    |
| Vitória | 15-2   | Luis Henrique         | Nocaute Técnico (socos)                 | UFC 209: Woodley vs. Thompson II                        | 04/03/2017 | 3     | 3:46  | Las Vegas, Nevada    |                                                                    |
| Vitória | 14-2   | Viktor Pesta          | Nocaute (chute na cabeça)               | UFC Fight Night: Rodríguez vs. Caceres                  | 06/08/2016 | 2     | 0:53  | Salt Lake City, Utah | Performance da Noite.                                              |
| Derrota | 13-2   | Timothy Johnson       | Decisão (unânime)                       | UFC Fight Night: Rothwell vs. dos Santos                | 10/04/2016 | 3     | 5:00  | Zagreb               | Estreia no UFC.                                                    |
| Vitória | 13-1   | Ante Delija           | Nocaute Técnico (lesão)                 | M-1 Challenge 61 - Battle of Narts                      | 20/09/2015 | 1     | 2:21  | Nazran               | Defendeu o cinturão peso-pesado do M-1 Global.                     |
| Derrota | 12-1   | Stephan Puetz         | Nocaute Técnico (interrupção médica)    | M-1 Challenge 57 - Battle in the Heart of the Continent | 02/05/2015 | 3     | 3:48  | Oremburgo            | Luta não válida pelo título.                                       |
| Vitória | 12-0   | Denis Smoldarev       | Finalização (mata leão)                 | M-1 Challenge 53 - Battle in the Celestial Empire       | 25/11/2014 | 1     | 3:35  | Pequim               | Defendeu o cinturão peso-pesado do M-1 Global.                     |
| Vitória | 11-0   | Damian Grabowski      | Finalização (estrangulamento norte-sul) | M-1 Challenge 50 - Battle of Neva                       | 15/08/2014 | 1     | 1:28  | São Petersburgo      | Ganhou o cinturão peso-pesado do M-1 Global; Finalização da Noite. |
| Vitória | 10-0   | Maro Perak            | Nocaute Técnico (socos)                 | M-1 Global - M-1 Challenge 47                           | 04/04/2014 | 3     | 3:26  | Oremburgo            |                                                                    |
| Vitória | 9-0    | Konstantin Gluhov     | Finalização (mata leão)                 | M-1 Global - M-1 Challenge 42                           | 20/10/2013 | 1     | 4:30  | São Petersburgo      | Final do GP de Pesados do M-1; Finalização da Noite.               |
| Vitória | 8-0    | Chaban Ka             | Nocaute Técnico (socos)                 | M-1 Global - M-1 Challenge 41                           | 21/08/2013 | 1     | 2:05  | São Petersburgo      | Semifinal do GP de Pesados do M-1.                                 |
| Vitória | 7-0    | Denis Komkin          | Nocaute Técnico (desistência)           | M-1 Challenge 37 - Khamanaev vs. Puhakka                | 27/02/2013 | 1     | 5:00  | Oremburgo            | Luta reserva do GP de Pesados do M-1.                              |
| Vitória | 6-0    | Krystian Kopytowski   | Nocaute Técnico (desistência)           | GA - Gladiator Arena 4                                  | 08/12/2012 | 3     | 1:53  | Pyrzyce              |                                                                    |
| Vitória | 5-0    | Szymon Bajor          | Decisão (dividida)                      | Prime FC 1 - Bajor vs. Tybura                           | 01/06/2012 | 3     | 3:00  | Mielec               |                                                                    |
| Vitória | 4-0    | Andrzej Kosecki       | Finalização (mata leão)                 | OEF - Carphatian Primus Belt Round 2                    | 24/02/2012 | 1     | 3:17  | Rzeszów              | Quartas de final do OEF.                                           |
| Vitória | 3-0    | Stanislaw Slusakowicz | Finalização (triângulo)                 | OEF - Carphatian Primus Belt Round 1                    | 13/11/2011 | 1     | 3:20  | Rzeszów              | Luta de abertura do OEF.                                           |
| Vitória | 2-0    | Adam Wieczorek        | Decisão (unânime)                       | PMMAF - Polish MMA Championships Finals                 | 05/11/2011 | 2     | 5:00  | Chorzów              | Venceu a fase final do PMMAF.                                      |
| Vitória | 1-0    | Robert Marcok         | Finalização (mata leão)                 | PMMAF - Polish MMA Championships Finals                 | 05/11/2011 | 1     | 3:48  | Chorzów              | Semifinal do torneio do PMMAF.                                     |